# 伯夫龙河 (约讷河支流)
伯夫龙河（法語：Beuvron，法語發音：[bøvʁɔ̃]）是法国勃艮第-弗朗什-孔泰大区涅夫勒省的河流，是約訥河的左支流，长40.5千米。